# تقنيات تكنولوجية معززة للخصوصية
التقنيات التكنولوجية لتعزيز الخصوصية هي طرق لحماية البيانات. تسمح تقنيات تعزيز الخصوصية لمستخدمي شبكة الإنترنت بحماية خصوصية معلومات التعرف الشخصية (بّي آي آي) التي تُزوّد بها التطبيقات والخدمات أو تعالجها. تُستخدَم هذه التقنيات لتقليل احتكار البيانات الشخصية بدون خسارة الأداء الوظيفي لنظام المعلومات.

## أهدافها
يتمثل هدف هذه التقنيات في حماية البيانات الشخصية وضمان سرية المعلومات لمستخدميها، وتعتبر أن إدارة حماية البيانات هي أولوية بالنسبة للمنظمات التي تتحمل مسؤولية أي معلومات تعرّف شخصية- مما يسمح للمستخدمين باتخاذ واحد أو أكثر من الإجراءات التالية المتعلقة ببياناتهم الشخصية المُرسَلة إلى مزود خدمة على الإنترنت أو شركات أو مستخدمين آخرين، أو المُستخدمة من قبلهم.
يشمل الهدف من التقنيات التكنولوجية المُعزِّزة للخصوصية، زيادة الرقابة على المعلومات الشخصية المُرسَلة إلى مزودات خدمة الإنترنت أو الشركات (أو مستخدمين آخرين على الشبكة) (تقرير المصير). تهدف هذه التقنيات إلى تقليل البيانات الشخصية التي تُجمع وتُستخدم من قبل مزودات الخدمة والشركات، واستخدام أسماء مستعارة واعتمادات البيانات المجهولة للتمكن من حجب الهوية، والسعي لتحقيق الموافقة المستنيرة فيما يتعلق بإعطاء معلومات شخصية لمزودات الخدمة على الشبكة أو للشركات. في المفاوضات على الخصوصية، يضع المستهلك ومزودات الخدمة سياسات الخصوصية ويحافظون عليها ويصقلونها على شكل اتفاقات فردية من خلال الاختيار المستمر بين بدائل الخدمة، وبالتالي توفير احتمالية التفاوض على شروط وأحكام إعطاء البيانات الشخصية لمزودات الخدمة على الشبكة وللشركات (معالجة البيانات/مفاوضات سياسة الخصوصية). إضافة إلى ذلك، قد يربط شركاء الاتفاقية خلال المفاوضات الخاصة مجموعة المعلومات الشخصية وخطط المعالجة بمكافآت نقدية أو غير نقدية.
توفر هذه التقنيات إمكانية تدقيق تطبيق هذه الشروط والأحكام عن بعد لدى مزودي الخدمة على الشبكة أو الشركات(التأمين)، وتسمح للمستخدمين بتسجيل وأرشفة حركات تنقّل بياناتهم الشخصية والبحث فيها، ومن ضمن ذلك البيانات التي انتقلت ومتى انتقلت ولمن انتقلت وما هي الشروط التي انتقلت فيها، وتسهيل استخدامهم لحقوقهم القانونية لفحص البيانات وتصحيحها وحذفها.

## أنواع تقنيات تعزيز الخصوصية
يمكن التمييز بين أنواع تقنيات تعزيز الخصوصية بناءً على افتراضاتها:

### تقنيات الخصوصية البسيطة
يُفترض فيها أنه يمكن الوثوق بالطرف الثالث كي يعالج البيانات. يعتمد هذا النموذج على المطاوعة والموافقة والتنظيم والتدقيق.
مثال على هذه التقنيات هي التحكم بالوصول، وتشفير القناة (إس إس إل/تي إل إس) بروتوكول طبقة المقابس الآمنة).

### تقنيات الخصوصية المعقدة
لا يمكن لأي كيان أن ينتهك خصوصية المستخدم. تفترض هذه التقنيات أنه لا يمكن الوثوق بالطرف الثالث لمعالجة البيانات. الهدف من حماية البيانات هو تقليل البيانات وتخفيض الثقة بالطرف الثالث.
تشمل الأمثلة على هذه التقنيات التوجيه البصلي والاقتراع السري المُستخدم في الانتخابات الديمقراطية.

## تقنيات تعزيز الخصوصية المتوافرة
تطورت تقنيات تعزيز الخصوصية منذ ظهورها الأول في ثمانينات القرن العشرين. في فترات زمنية معينة، نشرت مقالات بحثية إحصائيات تكنولوجيا الخصوصية:
- وُجد شيء جوهري في مصطلح فيتزمان وهانسين الخاص بإخفاء الهوية، على الرغم من وضع نظريات أساسية لمصطلحات وتكنولوجيا إخفاء الهوية الأساسية.[5]
- في عام 1997، لخص تقرير كتبه غولدبيرغ وفاغنر وبروير في جامعة كاليفورنيا في بيركلي التقنيات التكنولوجية المعززة للخصوصية.[6]
- في عام 2003، بحث بوركينغ وبلاركوم وأولك هذه التكنولوجيات من منظور حماية البيانات في وجيزهم عن التقنيات التكنولوجية المعززة للخصوصية.
- في عام 2007، نشر فريتش مراجعة تاريخية، تصنيفية وعملية معاصرة عن التكنولوجيا المعززة للخصوصية في الإنترنت، من أجل مشروع بحثي عن التقنيات المعززة للخصوصية عبر الإنترنت (PETWeb).[7]
- في عام 2008، وثّق فريتش وآبي الفجوة بين التقنيات المعززة للخصوصية المطبقة وانتشارها الناجح في مخطط بحثي عن التقنيات المعززة للخصوصية.[8]
- في عام 2015، نشر هويريكس إي آل تصنيفًا للتقنيات التكنولوجية المعززة للخصوصية.[9]
- أحد اختصاصات البحث في التقنيات المعززة للخصوصية الذي يسعى إلى زيادة شفافية معالجة البيانات، يبحث في التقنيات التكنولوجية المعززة للشفافية.[10] تلخص مقالة مراجعة بواسطة جانيك إيه آل التطورات فيها. نشر مورمان وفيشر-هوبنر في عام 2017 مراجعة عن أدوات الشفافية.[11]